# Hescamps
 Hescamps  es una comuna y población de Francia, en la región de Picardía, departamento de Somme, en el distrito de Amiens y cantón de Poix-de-Picardie.
Su población en el censo de 1999 era de 434 habitantes, incluidas las communes associées de Agnières (133 hab.), Frettemolle (86 hab.) y Souplicourt (49 hab.).
Está integrada en la Communauté de communes du Sud-Ouest Amiénois .

## Demografía
| 477 | 558 | 517 | 434 | 404 | 434 |
| Para los censos de 1962 a 1999 la población legal corresponde a la población sin duplicidades (Fuente: INSEE [Consultar]) |     |     |     |     |     |

- Datos: Q1156911
- Multimedia: Hescamps / Q1156911

1. ↑  Worldpostalcodes.org, código postal n.º 80290.
2. ↑  INSEE, Datos de población para el año 2012 de Hescamps (en francés).